# Oriol Servià
Oriol Servià i Imbers (Pals, Girona, Spanyolország, 1974. július 13.) spanyol - eredetileg katalán - származású IndyCar Series versenyző.

## Versenyzői pályafutás

### Korai évek
A legtöbb autóversenyzőhöz hasonlóan gokartozással kezdte pályafutását, de 19 évesen már a helyi Formula–3 bajnokságban is versenyzett.  1998-ban debütált az IndyCar előszobájának számító Dayton Indy Lights bajnokságban, amelyet 1999-ben szoros csatában megnyerte Casey Mears-t legyőzve úgy, hogy egyszer sem győzött de ötször is második volt.
Servià a PPI Motorsports csapatában mutatkozhatott be a CART-ban Cristiano da Matta mellett. 2001-ben a Sigma Autosport versenyzője lett, onnan 2002 közepén távozott a csapat csődjét követően a Patrick Racing-hez ahol 2003 végéig versenyzett és hetedik lett a 2003-as bajnokságban, ezután az egyik legkisebb költségvetéssel működő csapathoz, a Dale Coyne Racing-hez szerződött. Servià egyébként vezethette a Conquest Racing és a Walker Racing autóját a 2002-es indianapolisi 500 szabadedzésein de a versenyre nem kapott autót.

### 2005-2006
A 2005-ös szezont még a Dale Coyne Racingnél kezdte, de mivel Bruno Junqueira az Indy 500-on megsérült ezért a Newman/Haas Racing Servià-t kérte fel Junqueira helyettesének, ezért a szezon további részét a Newman/Haas Racing-nél versenyezhette végéig. Augusztus 28-án a Montreali versenyen megszerezte élete első Champ Car győzelmét, a bajnokságot végül második helyen zárta a csapattárs Sebastien Bourdais mögött. 2006-ban a PKV Racing versenyzője lett az újonc Katherine Legge mellett, eredetileg úgy volt, hogy Jimmy Vasser részt vesz néhány futamon ebből csak a Long Beach-i évnyitó verseny valósult meg. Ebben az évben a bajnokságot csak a tizenegyedik helyen zárta és a Cleveland-i harmadik helye lett a legjobb eredménye ebben a szezonban.

### 2007
2007-re nem kapott sehonnan szerződést, de végül mégis versenyzési lehetőséghez jutott miután Paul Tracy megsérűlt a Long Beach-i szabadedzésen, ekkor versenyezhetett az új Panoz DP01-es autóval. Eredetileg csak két versenyre szerződött le a Forsythe Racing-hez amíg helyettesíti Tracy-t de a későbbiekben is versenyezhetett ennél a csapatnál annyi különbséggel, hogy Tracy csapattársaként és Mario Dominguez helyén. A szezon folyamán két dobogós helyezést szerzett valamint négyszer ért célba az első öt helyen a tizenegy versenyből amelyen elindult, a San Jose-i versenyen úgy lett harmadik, hogy a leghosszabb ideig, 42 körön át vezette a versenyt. A Forsythe Racing szeptember 12-én jelentette be, hogy David Martinez megy az utolsó két versenyen Tracy mellett, ez azt jelentette, hogy Servià-nak el kell mennie a Forsythe Racing-ről, de szerencséjére Tristan Gommendynek anyagi gondok miatt el kellett mennie a PKV Racing-től és Servià-t szerződtették le az utolsó két versenyre, míg Surfers-ben tizennegyedik lett addig Mexikóban harmadik lett és annak ellenére, hogy a szezonnyitó versenyt kihagyta hatodik lett a bajnokságban.

### 2008

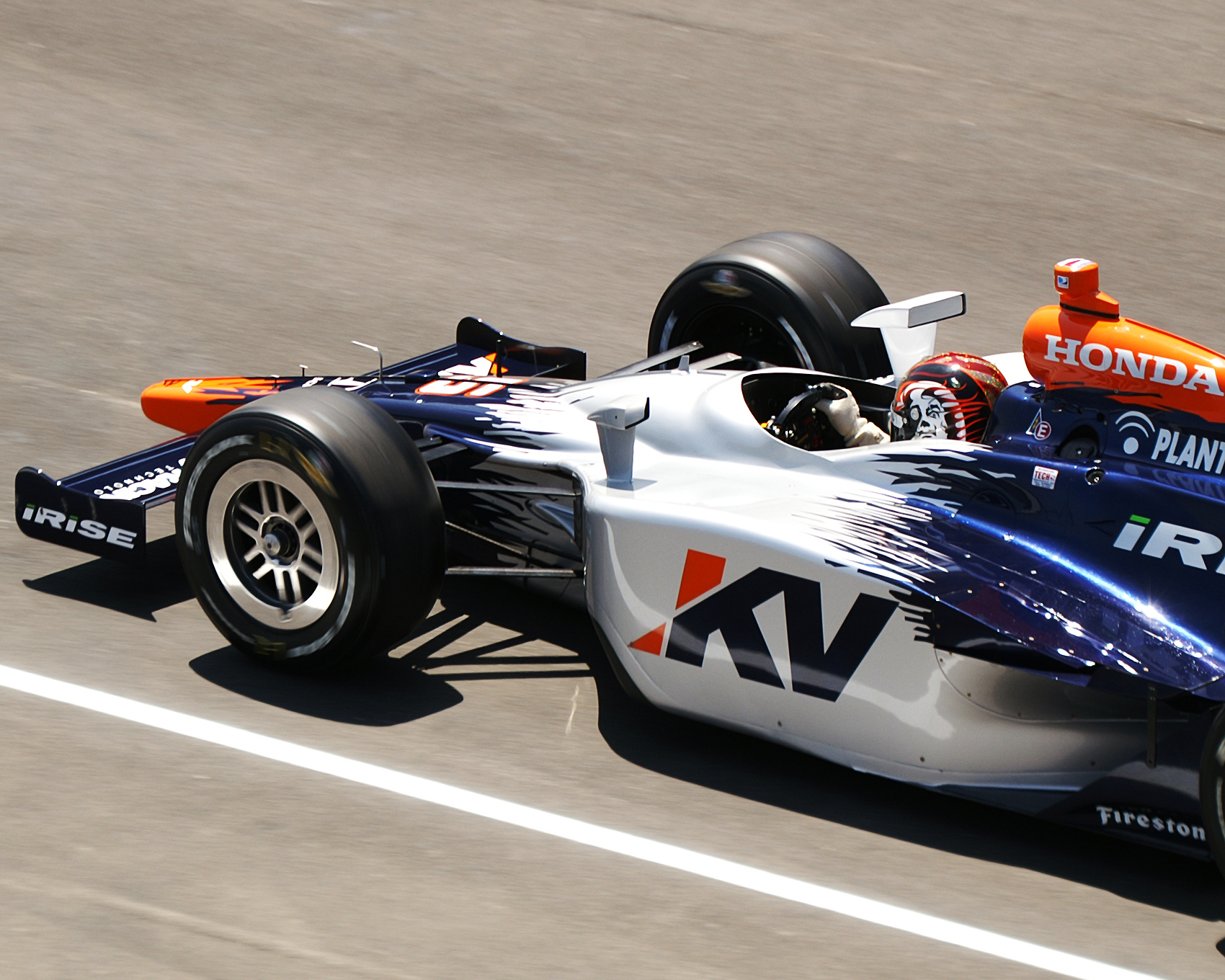
Oriol Servià a KV Racing autójában az Indianapolis Motor Speedway-en.

2008. január 3-án a PKV Racing bejelentette, hogy Servià náluk versenyzik ebben a szezonban, nem sokkal ezt követően bejelentették a Champ Car és az IRL újraegyesülését, de ez csak annyit változtatott a csapatban, hogy az egyik társtulajdonos Dan Pettit kivált a csapatból és Gerald Forsythe csapatába társult be. Servià mellett az ausztrál Will Power versenyzett a csapatban. Az indianapolisi 500-on a huszonötödik helyről indulva tizenegyedik lett. Egy héttel később a Milwaukee versenyen már a rajtnál összeakadt Enrique Bernoldi-val és a pit-be kellett menni szárnycserére, de így is be tudott jönni hatodiknak körhátrány nélkül. A Chicagoland-i versenyen egy új szponzor a CDW feliratai voltak láthatóak Servià autóján. A szezont összefoglalva hétszer végzett az első tízben, ötször az első ötben ezek közül a legjobb a Detroit-i negyedik hely.

### 2009
Servià nem kapott szerződést az egész évre, de az indianapolisi 500-on elindulhatott a Rahal Letterman Racing-el, a versenyen huszonhatodik helyről indulhatott és egyre csak lépett előrébb de műszaki hiba miatt kiállni kényszerült a versenyről. A szezonban még négy futamon indult a Newman/Haas/Laningan Racing színeiben az elbocsátott Robert Doornbos helyén, ezt követően az Andretti Green Racing-nél Tony Kanaan tanácsadója volt.

### 2011
Servià 2011-ben a Telemundo telekommunikációs társaság támogatásának köszönhetően visszatérhetett a Newman/Haas Racing-hez már teljes szezonra. Az első versenyen még egyedül indult de a második versenytől már csapattársat is kapott a kanadai újonc James Hinchcliffe személyében aki második volt a 2010-es Indy Lights bajnokságban.

## Autóversenyzői pályafutásának eredményei

### Amerikai nyíltkerekes versenyzés

#### CART/Champ Car
| Év   | Csapat                       | 1       | 2      | 3       | 4       | 5      | 6      | 7      | 8     | 9       | 10     | 11     | 12      | 13     | 14     | 15     | 16     | 17     | 18     | 19     | 20      | 21     | Helyezés | Pont |
| ---- | ---------------------------- | ------- | ------ | ------- | ------- | ------ | ------ | ------ | ----- | ------- | ------ | ------ | ------- | ------ | ------ | ------ | ------ | ------ | ------ | ------ | ------- | ------ | -------- | ---- |
| 2000 | PPI Motorsports              | MIA Ret | LBH 6  | RIO Ret | MOT Ret | NZR 9  | MIL 19 | DET 3  | POR 8 | CLE Ret | TOR 11 | MIS 8  | CHI Ret | MDO 10 | ROA 10 | VAN 11 | LS Ret | STL 5  | HOU 9  | SRF 9  | FON Ret |        | 15.      | 60   |
| 2001 | Sigma Autosport              | MTY 14  | LBH 14 | TXS NH  | NZR 9   | MOT 14 | MIL 14 | DET 16 | POR 9 | CLE 17  | TOR 23 | MIS 11 | CHI 18  | MDO 9  | ROA 10 | VAN 5  | LAU 5  | ROC 10 | HOU 26 | LS 17  | SRF 25  | FON 11 | 19.      | 42   |
| 2002 | PWR Championship Racing      | MTY 10  | LBH 11 | MOT 6   | MIL Wth | LS     | POR    | CHI    | TOR   | CLE     |        |        |         |        |        |        |        |        |        |        |         |        | 16.      | 44   |
| 2002 | Patrick Racing               |         |        |         |         |        |        |        |       |         | VAN 14 | MDO 10 | ROA 16  | MTL 16 | DEN 11 | ROC 4  | MIA 17 | SRF 16 | FON 5  | MXC 9  |         |        | 16.      | 44   |
| 2003 | Patrick Racing               | STP 12  | MTY 18 | LBH 12  | BRH 4   | LAU 5  | MIL 2  | LS 6   | POR 5 | CLE 6   | TOR 5  | VAN 16 | ROA 18  | MDO 18 | MTL 2  | DEN 3  | MIA 19 | MXC 13 | SRF 19 | FON NH |         |        | 7.       | 108  |
| 2004 | Dale Coyne Racing            | LBH 15  | MTY 14 | MIL 7   | POR 11  | CLE 4  | TOR 9  | VAN 12 | ROA 6 | DEN 6   | MTL 9  | LS 3   | LVG 12  | SRF 13 | MXC 7  |        |        |        |        |        |         |        | 10.      | 199^ |
| 2005 | Dale Coyne Racing            | LBH 11  | MTY 9  |         |         |        |        |        |       |         |        |        |         |        |        |        |        |        |        |        |         |        | 2.       | 288  |
| 2005 | Newman/Haas Racing           |         |        | MIL 3   | POR 16  | CLE 3  | TOR 2  | EDM 2  | SJO 3 | DEN 4   | MTL 1  | LVG 2  | SRF 5   | MXC 4  |        |        |        |        |        |        |         |        | 2.       | 288  |
| 2006 | PKV Racing                   | LBH 18  | HOU 12 | MTY 8   | MIL 5   | POR 10 | CLE 3  | TOR 12 | EDM 4 | SJO 8   | DEN 15 | MTL 16 | ROA 4   | SRF 13 | MXC 6  |        |        |        |        |        |         |        | 11.      | 197  |
| 2007 | Forsythe Championship Racing | LVG     | LBH 2  | HOU 4   | POR 11  | CLE 7  | MTT 9  | TOR 10 | EDM 6 | SJO 3   | ROA 4  | ZOL 6  | ASN 8   |        |        |        |        |        |        |        |         |        | 6.       | 237  |
| 2007 | PKV Racing                   |         |        |         |         |        |        |        |       |         |        |        |         | SRF 14 | MXC 3  |        |        |        |        |        |         |        | 6.       | 237  |

- ^ A Champ Car 2004-től új pontrendszert használt.

#### IndyCar Series
| Év   | Csapat                 | 1      | 2     | 3        | 4       | 5        | 6       | 7       | 8      | 9      | 10     | 11     | 12     | 13     | 14     | 15     | 16     | 17    | 18     | 19     | Helyezés | Pont |
| ---- | ---------------------- | ------ | ----- | -------- | ------- | -------- | ------- | ------- | ------ | ------ | ------ | ------ | ------ | ------ | ------ | ------ | ------ | ----- | ------ | ------ | -------- | ---- |
| 2002 | Walker Racing          | HMS    | PHX   | FON      | NZR     | INDY DNQ | TXS     | PPIR    | RIR    | KAN    | NSH    | MIS    | KTY    | STL    | CHI    | TX2    |        |       |        |        | NC       | –    |
| 2008 | KV Racing Technology   | HMS 12 | STP 7 | MOT1 DNP | LBH1 5  | KAN 11   | INDY 11 | MIL 6   | TXS 26 | IOW 16 | RIR 5  | WGL 23 | NSH 16 | MDO 5  | EDM 5  | KTY 12 | SNM 15 | DET 4 | CHI 17 | SRF² 5 | 9.       | 358  |
| 2009 | Rahal Letterman Racing | STP    | LBH   | KAN      | INDY 26 | MIL      | TXS     | IOW     | RIR    | WGL    | TOR    | EDM    | KTY    |        |        |        |        |       |        |        | 21.      | 115  |
| 2009 | N/H/L Racing           |        |       |          |         |          |         |         |        |        |        |        |        | MDO 11 | SNM 6  | CHI 7  | MOT 4  | HMS   |        |        | 21.      | 115  |
| 2011 | Newman/Haas Racing     | STP 9  | ALA 5 | LBH 6    | SAO 5   | INDY 6   | TXS1 21 | TXS2 25 | MIL 3  | IOW 14 | TOR 12 | EDM 22 | MDO 8  | NHA 2  | SNM 11 | BAL 2  | MOT 5  | KTY 6 | LVS C  |        | 4.       | 425  |

1 A Long Beach-i és a Japán versenyt ugyanazon a napon rendezték a Champ Car és az IRL pilótáknak és mindkét verseny bele számít a bajnokságba.
² A verseny nem számít bele a bajnokságba

#### Indianapolis 500
| Év   | Karossézria | Motor     | Rajthely | Eredmény | Csapat                 |
| ---- | ----------- | --------- | -------- | -------- | ---------------------- |
| 2002 | Dallara     | Chevrolet | DNQ      | DNQ      | Walker Racing          |
| 2002 | Dallara     | Infiniti  | DNQ      | DNQ      | Conquest Racing        |
| 2008 | Dallara     | Honda     | 25       | 11       | KV Racing Technology   |
| 2009 | Dallara     | Honda     | 25       | 26       | Rahal Letterman Racing |
| 2011 | Dallara     | Honda     | 3        | 6        | Newman/Haas Racing     |